# Red Simpson
Red Simpson, född Joseph Cecil Simpson den 6 mars 1934 i Higley, Arizona, död 8 januari 2016 i Bakersfield, Kalifornien, var en amerikansk countrysångare och låtskrivare. Han är mest känd för sin truck driving country, musik som handlar om lastbilar och livet på vägarna. Stilen är närbesläktad med Bakersfield Sound.

## Diskografi
Album
- 1966 – Roll, Truck, Roll
- 1966 – The Man Behind the Badge
- 1967 – Red Simpson Sings a Bakersfield Dozen
- 1967 – Truck Drivin' Fool
- 1971 – I'm a Truck
- 1972 – The Very Real Red Simpson
- 1973 – Truckers' Christmas
- 1973 – 20 Great Truck Hits
- 1995 – The Best of Red Simpson
- 2005 – The Bard Of Bakersfield
- 2016 – Soda Pops and Saturdays[2]

Samlingsalbum
- 1975 – Truck Drivin' Man

Singlar
- 1966 – "Roll Truck Roll"
- 1966 – "The Highway Patrol"
- 1966 – "Sidewalk Patrol"
- 1966 – "Diesel Smoke, Dangerous Curves"
- 1967 – "Jeannie with the Light Brown Cadillac"
- 1967 – "Mini-Skirt Minnie"
- 1967 – "He Reminds Me a Whole Lot of Me"
- 1971 – "I'm a Truck"
- 1972 – "Country Western Truck Drivin' Singer"
- 1972 – "Hold On Ma'm (You Got Yourself a Honker)"
- 1972 – "Those Forgotten Trains'"
- 1973 – "Awful Lot to Learn About Truck Drivin' "
- 1973 – "I'm a Pretty Good Man"
- 1974 – "Certainly"
- 1974 – "Honky Tonk Lady's Lover Man"
- 1975 – "Truck Drivin' Man"
- 1975 – "Inflation"
- 1976 – "Truck Driver's Heaven"
- 1979 – "The Flyin' Saucer Man and the Truck Driver"
- 1984 – "Hello I'm a Truck" (nyinspelning av "I'm a Truck")
- 1984 – "Time Changes Everything"
- 1985 – "Waitin' on a Catfish"